# Медло
Медло́ (рос. Медло) — річка в Росії, права притока Чепци. Протікає територією Кезького та Дебьоського районів Удмуртії.
Річка починається на південь від присілка Сюрзі Кезького району, протікає на південь з невеликим відхиленням на південний схід. Впадає до Чепци на території присілка Усть-Медла Дебьоського району. Верхня та середня течії протікають через лісові масиви тайги. Приймає декілька дрібних приток, найбільшими з яких праві Нові Сірі та Турнес.
На руслі створено багато ставків, найбільший з яких біля присілка Мале Медло площею 0,18 км².
Над річкою розташовані населені пункти:
- Кезький район — Мале Медло
- Дебьоський район — Сенькагурт, Усть-Медла